# Hamanaka
Hamanaka (jap. 浜中町 Hamanaka-chō) – miasto w Japonii, w prefekturze Hokkaido, w podprefekturze Kushiro. Według danych na rok 2020 miejscowość zamieszkiwało 5 507 mieszkańców , a gęstość zaludnienia wyniosła 13 os./km².